# Morti nel 1998/Ottobre
| Questa pagina contiene informazioni ricavate automaticamente dalle voci biografiche con l'ausilio del template Bio e di un bot. L'aggiornamento è periodico e automatico e ricostruisce completamente la pagina. Se manca una persona in questa lista, sei pregato di non aggiungerla, ma accertati piuttosto che la sua voce biografica contenga il template Bio e che i dati anagrafici siano correttamente compilati. Se il template Bio manca, inseriscilo tu stesso o, in alternativa, metti l'avviso {{tmp\|Bio}} che ne segnala la mancanza. Se i dati riportati sono sbagliati, correggi direttamente la voce biografica; le modifiche saranno visibili in questa lista entro pochi giorni. Per chiarimenti vedi il progetto biografie. La lista contiene solo le 95 persone che sono citate nell'enciclopedia e per le quali è stato implementato correttamente il template Bio. Pagina aggiornata al 3 mar 2024. |

- 1º ottobre - Loris Biagioni, politico italiano (n. 1916)
- 2 ottobre - Gene Autry, attore e cantante statunitense (n. 1907)
- 2 ottobre - Armando Barrientos, schermidore cubano (n. 1906)
- 2 ottobre - Olin J. Eggen, astronomo statunitense (n. 1919)
- 2 ottobre - Olivier Gendebien, pilota automobilistico belga (n. 1924)
- 2 ottobre - Enrico Pagani, cestista italiano (n. 1929)
- 2 ottobre - Roger Vivier, stilista francese (n. 1907)
- 2 ottobre - Dondi, artista statunitense (n. 1961)
- 3 ottobre - Carlastella, cantante italiana (n. 1922)
- 3 ottobre - George W. Davis, scenografo statunitense (n. 1914)
- 3 ottobre - David C. Evans, informatico statunitense (n. 1924)
- 3 ottobre - William Girometti, pittore italiano (n. 1924)
- 3 ottobre - Roddy McDowall, attore britannico (n. 1928)
- 4 ottobre - Jean-Pascal Delamuraz, politico svizzero (n. 1936)
- 4 ottobre - Enea Pavani, giocatore di curling italiano (n. 1920)
- 4 ottobre - Giulio Zaro, calciatore italiano (n. 1915)
- 5 ottobre - Pino Leccisi, politico e avvocato italiano (n. 1931)
- 5 ottobre - Federico Zeri, storico dell'arte e critico d'arte italiano (n. 1921)
- 6 ottobre - Rolan Antonovič Bykov, attore e regista sovietico (n. 1929)
- 6 ottobre - Jerome Weidman, librettista e commediografo statunitense (n. 1913)
- 7 ottobre - Arnold Jacobs, musicista e insegnante statunitense (n. 1915)
- 7 ottobre - Renato Malavasi, attore italiano (n. 1904)
- 7 ottobre - Enzo Pasqui, pittore italiano (n. 1920)
- 8 ottobre - Domenico Geraci, sindacalista italiano (n. 1954)
- 8 ottobre - Gigi Reder, attore e doppiatore italiano (n. 1928)
- 8 ottobre - Anatol Vieru, compositore e docente rumeno (n. 1926)
- 10 ottobre - Jacques Dupont, biblista e presbitero belga (n. 1915)
- 10 ottobre - William Markowitz, astronomo statunitense (n. 1907)
- 10 ottobre - Clark Clifford, avvocato e politico statunitense (n. 1906)
- 10 ottobre - Rocco Spinola, sollevatore italiano (n. 1930)
- 12 ottobre - Lars-Theodor Jonsson, fondista svedese (n. 1903)
- 12 ottobre - Bernhard Minetti, attore tedesco (n. 1905)
- 12 ottobre - Ineko Sata, scrittrice giapponese (n. 1904)
- 12 ottobre - Matthew Shepard,  statunitense (n. 1976)
- 13 ottobre - Thomas Byberg, pattinatore di velocità su ghiaccio norvegese (n. 1916)
- 14 ottobre - Edward Magri, pallanuotista maltese (n. 1908)
- 14 ottobre - Giorgio Oberweger, discobolo e militare italiano (n. 1913)
- 14 ottobre - Frankie Yankovic, musicista statunitense (n. 1915)
- 15 ottobre - Colette Darfeuil, attrice francese (n. 1906)
- 15 ottobre - Molly O'Day, attrice statunitense (n. 1911)
- 15 ottobre - Mario Ramadori, ecologo e pittore italiano (n. 1935)
- 16 ottobre - MC Giaime, rapper e writer italiano (n. 1974)
- 16 ottobre - Sándor Olajkár, calciatore ungherese (n. 1918)
- 16 ottobre - Jon Postel, informatico statunitense (n. 1943)
- 17 ottobre - Colin Hardie, latinista, italianista e grecista britannico (n. 1906)
- 17 ottobre - Joan Hickson, attrice britannica (n. 1906)
- 17 ottobre - Anita Laurenzi, attrice italiana (n. 1932)
- 17 ottobre - Francesco Salerno, politico e dirigente sportivo italiano (n. 1925)
- 17 ottobre - Tron, hacker tedesco (n. 1972)
- 19 ottobre - Fritz Honka, serial killer tedesco (n. 1935)
- 19 ottobre - Pier Carlo Masini, politico, giornalista e storico italiano (n. 1923)
- 19 ottobre - Vittorio Salvetti, produttore televisivo, conduttore televisivo e autore televisivo italiano (n. 1937)
- 20 ottobre - Giuseppe Cella, allenatore di calcio e calciatore italiano (n. 1910)
- 20 ottobre - Stelman, pittore italiano (n. 1927)
- 20 ottobre - René Pleimelding, allenatore di calcio e calciatore francese (n. 1925)
- 21 ottobre - Hendrik Joan Drossaart Lulofs, filologo classico e storico della filosofia olandese (n. 1906)
- 21 ottobre - John Hazen, cestista statunitense (n. 1927)
- 22 ottobre - Eric Ambler, scrittore e sceneggiatore britannico (n. 1909)
- 23 ottobre - Christopher Gable, ballerino, coreografo e attore britannico (n. 1940)
- 23 ottobre - Giuseppe Madini, calciatore e allenatore di calcio italiano (n. 1923)
- 23 ottobre - Luigi Pelliccioli, mezzofondista italiano (n. 1922)
- 23 ottobre - Zangeres Zonder Naam, cantante olandese (n. 1919)
- 24 ottobre - Paolo Brezzi, politico e storico italiano (n. 1910)
- 24 ottobre - Mary Calderone, medico statunitense (n. 1904)
- 24 ottobre - Pino Dordoni, marciatore italiano (n. 1926)
- 25 ottobre - Geoffrey Clough Ainsworth, micologo britannico (n. 1905)
- 25 ottobre - Salvatore Garofalo, presbitero, biblista e scrittore italiano (n. 1911)
- 25 ottobre - Dick Higgins, poeta e compositore inglese (n. 1938)
- 26 ottobre - Ofélia Anunciato, cuoca, conduttrice televisiva e scrittrice brasiliana (n. 1924)
- 26 ottobre - José Cardoso Pires, drammaturgo e scrittore portoghese (n. 1925)
- 26 ottobre - Paolo Fossati, critico d'arte italiano (n. 1938)
- 26 ottobre - Guido Giustiniano, religioso, teologo e giurista italiano (n. 1941)
- 26 ottobre - Kenkichi Iwasawa, matematico giapponese (n. 1917)
- 26 ottobre - Terry Thomas, cestista statunitense (n. 1953)
- 27 ottobre - Neal Adams, cestista statunitense (n. 1919)
- 27 ottobre - Francesco Candioto, politico italiano (n. 1923)
- 27 ottobre - Reidar Kvammen, calciatore norvegese (n. 1914)
- 27 ottobre - Vittorio Orefice, giornalista italiano (n. 1924)
- 27 ottobre - Klári Tolnay, attrice ungherese (n. 1914)
- 28 ottobre - James Goldman, drammaturgo, sceneggiatore e librettista statunitense (n. 1927)
- 28 ottobre - Ted Hughes, poeta e scrittore inglese (n. 1930)
- 28 ottobre - Margaret Marley Modlin, pittrice, scultrice e fotografa statunitense (n. 1927)
- 28 ottobre - Gastone Pescucci, attore e doppiatore italiano (n. 1926)
- 29 ottobre - Anthony Celebrezze, politico statunitense (n. 1910)
- 29 ottobre - Paul Misraki, compositore e paroliere francese (n. 1908)
- 29 ottobre - Harry Weese, architetto statunitense (n. 1915)
- 30 ottobre - Ancillotto Ancillotti, calciatore e allenatore di calcio italiano (n. 1914)
- 30 ottobre - Guido De Santi, ciclista su strada italiano (n. 1923)
- 30 ottobre - Apo Lazaridès, ciclista su strada greco (n. 1925)
- 30 ottobre - Clyde Turner, giocatore di football americano statunitense (n. 1919)
- 30 ottobre - Elmer Vasko, hockeista su ghiaccio canadese (n. 1935)
- 30 ottobre - Heinz Westphal, politico tedesco (n. 1924)
- 31 ottobre - Augusto Magli, calciatore italiano (n. 1923)
- 31 ottobre - Noah Mullins, giocatore di football americano statunitense (n. 1918)
- 31 ottobre - María Isabel Salvat Romero, religiosa spagnola (n. 1926)